# Landstinget
El Landstinget fue la cámara alta del Rigsdag (el parlamento de Dinamarca), desde 1849 hasta 1953, cuando se abolió el sistema bicameral en favor del unicameralismo. El Landstinget tenía poderes iguales a los del Folketing, lo que hacía que las dos cámaras del parlamento fueran difíciles de distinguir.
Originalmente, la membresía y el electorado estaban restringidos y los miembros eran en gran parte conservadores. La pertenencia a la cámara se restringió a ciertos sectores de la sociedad: solo los hombres con cierto patrimonio neto podían ocupar un escaño. En 1915, se eliminaron estas restricciones y los miembros existentes nombraron algunos nuevos miembros.

## Etimología y uso previo

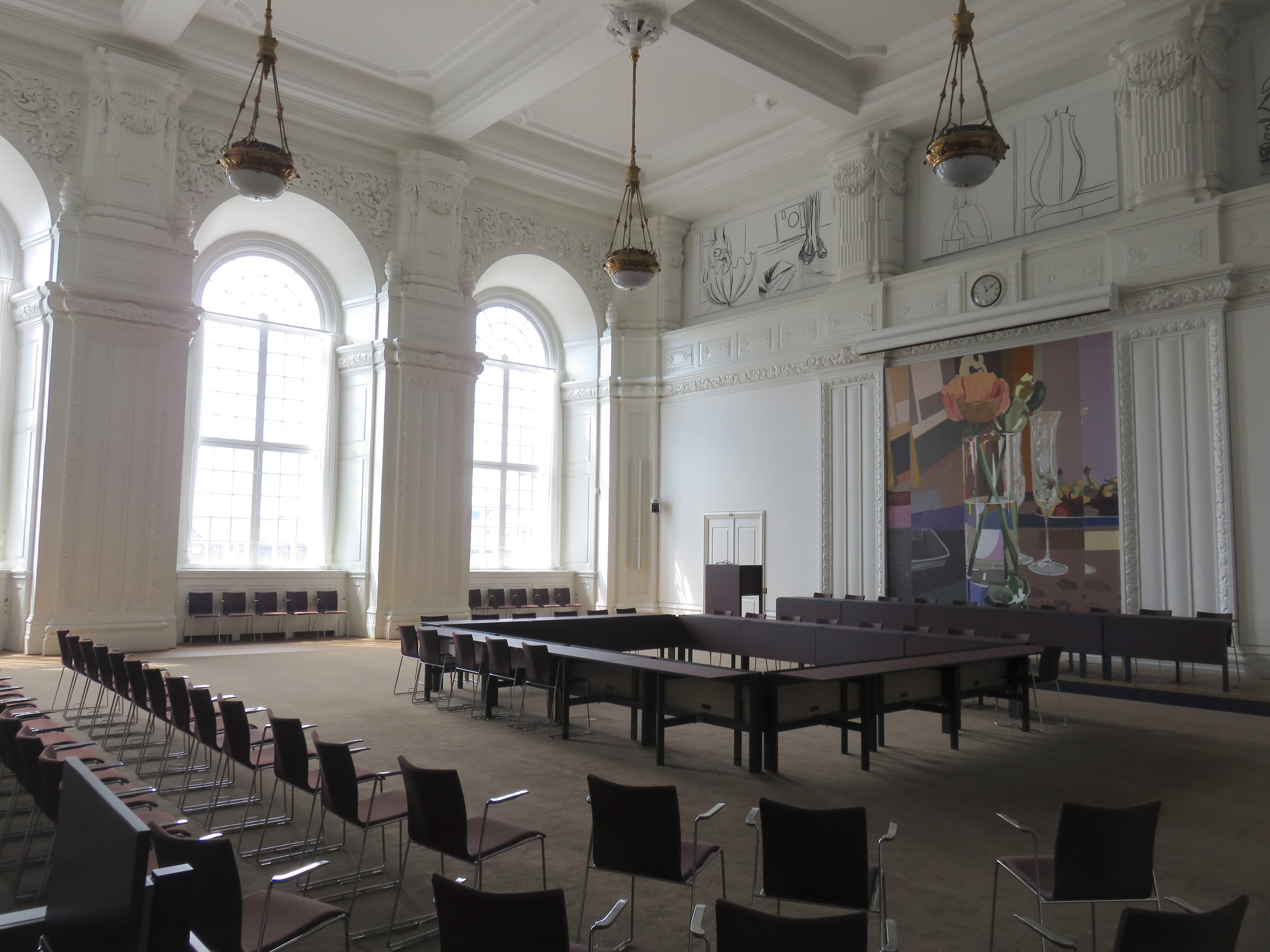
La antigua cámara del Landsting en el Palacio de Christiansborg en 2018.

Ting (nórdico antiguo: þing ) significa asamblea. Surgió por primera vez durante la época vikinga y fue formada por los hombres libres de la comunidad y en general contaba con unos cien hombres. Los Tings eran necesarios en la sociedad basada en clanes del norte de Alemania y Escandinavia, porque permitían que las guerras entre clanes se resolvieran o previnieran a través de la mediación del Ting. También sirvió como lugar para ritos religiosos y negociaciones comerciales.
Landstinget también es el nombre en danés del moderno Parlamento de Groenlandia.

## Historia

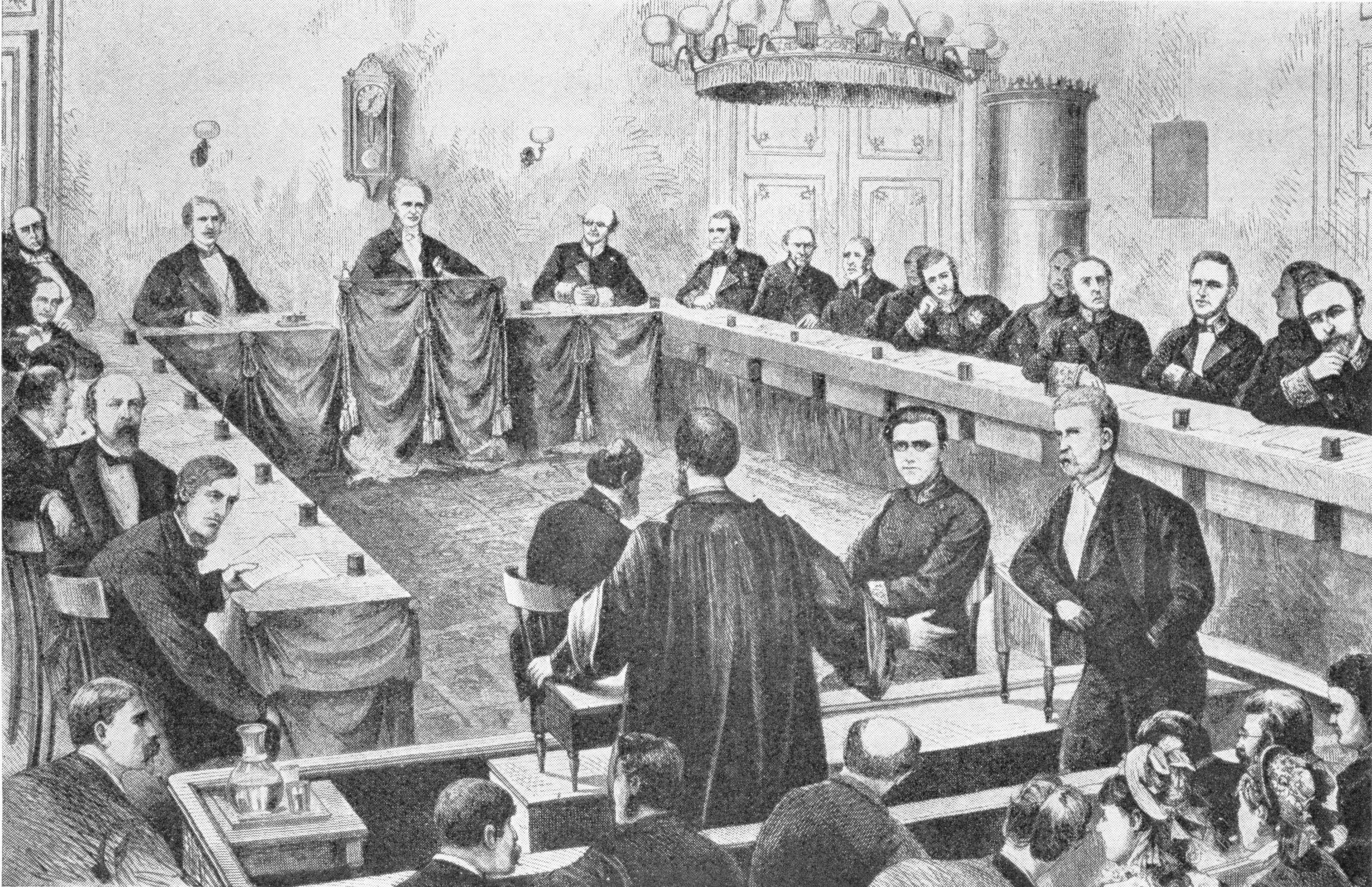
El Tribunal de Juicio Político de Dinamarca, Rigsretten, durante una sesión en el Landsting, Palacio de Christiansborg, 1877.

Según la Constitución de 1849, los requisitos para el derecho al voto eran los mismos para las dos cámaras, sin embargo, los requisitos para la elegibilidad eran más estrictos para Landstinget; los candidatos se limitaron a los de 40 años o más y se les exigió que tuvieran un ingreso sustancial. La cámara originalmente tenía 51 miembros, todos elegidos indirectamente. Los votantes elegían un grupo de electores para cada circunscripción y estos electores elegían a los miembros de la cámara. Los miembros fueron elegidos por un período de ocho años; sin embargo, los mandatos se escalonaron para que la mitad de los escaños se presentaran a elección cada cuatro años.
Con la Constitución de 1866 se reformó el sistema electoral. El número de escaños se incrementó a 66, de los cuales doce fueron designados por el rey por un período de doce años y uno por el Løgting de las Islas Feroe. Los 53 restantes eran elegidos indirectamente.
En Copenhague, la mitad de los electores eran elegidos por los votantes que pagaban la mayor cantidad de impuestos y la otra mitad por todos los votantes. En el resto del país, un elector era elegido por los votantes en cada parroquia en el campo y la mitad de los electores eran elegidos en las ciudades de mercado por el mismo sistema que en Copenhague. Luego, por cada elector elegido en las parroquias y en las ciudades de mercado, se encontraba un elector entre los que pagaban la mayor cantidad de impuestos en las parroquias. Como el principal impuesto directo de la época se basaba en la propiedad inmobiliaria y su valor como tierra agrícola, este sistema favorecía enormemente a los propietarios señoriales. El resultado fue una mayoría conservadora que duró 35 años, hasta las elecciones de 1902.
La siguiente reforma del sistema electoral llegó con la Constitución de 1915 y la primera elección bajo este sistema fue la elección de 1918. Las mujeres obtuvieron el  derecho al voto, el número de escaños se aumentó a 72, el número de distritos electorales se redujo a siete y el sistema de miembros nombrados por la realeza fue reemplazado por 18 miembros elegidos por el Landsting saliente por un período de ocho años.
El referéndum de 1939 habría reemplazado al Landstinget por otra cámara, el Rigsting, y simplificado el proceso legislativo, pero fracasó debido a la baja participación electoral. Sin embargo, el sistema bicameral y, por lo tanto, el Landstinget fue abolido cuando se aprobó la constitución actual en el referéndum de 1953.